# Hypomicrogaster irates
Hypomicrogaster irates är en stekelart som beskrevs av Nixon 1965. Hypomicrogaster irates ingår i släktet Hypomicrogaster och familjen bracksteklar. Inga underarter finns listade i Catalogue of Life.